# Parallelia roulera
Parallelia roulera là một loài bướm đêm trong họ Erebidae.